# Meżyriczka (hromada Romanów)
Meżyriczka (ukr. Межирічка) – wieś na Ukrainie, w obwodzie żytomierskim, w rejonie żytomierskim, w hromadzie Romanów. W 2001 liczyła 204 mieszkańców.